# Antonio Maria Doria Pamphilj
Pour les articles homonymes, voir Famille Doria.
Antonio Maria Doria Pamphilj, né le 28 mars 1749 à Naples et mort le 31 janvier 1821 à Rome, est un cardinal italien du XVIIIe siècle et du début du XIXe siècle.

## Biographie
Antonio Maria Doria Pamphilj fait partie de la famille illustre des comtes de Melfi et de la famille Doria, qui compte beaucoup de cardinaux. Antonio Pamphilj est notamment le frère du cardinal Giuseppe Maria Doria Pamphilj et l'oncle du cardinal Giorgio Doria Pamphilj.
Antonio Pamphilj est créé cardinal par le pape Pie VI lors du consistoire du 14 février 1785, le même consistoire lors duquel est également créé cardinal son frère Giuseppe.
Antonio Maria Doria Pamphilj est archiprêtre de la basilique Sainte-Marie-Majeure à partir de 1819.
Il participe au conclave de 1799-1800 lors duquel Pie VII est élu pape.